# Việt Nam tại Thế vận hội Mùa hè 2008
Việt Nam tham dự Thế vận hội Mùa hè 2008 tại Bắc Kinh (Trung Quốc) từ ngày 8 đến 24 tháng 8 năm 2008. Đoàn Việt Nam có 13 vận động viên giành quyền tranh tài tại sự kiện thể thao lớn nhất hành tinh ở 8 môn thi đấu. Ngoài ra có 8 vận động viên tham dự môn biểu diễn (không tính huy chương) Wushu. Kết quả vận động viên cử tạ Hoàng Anh Tuấn đã giành được 1 huy chương bạc duy nhất cho đoàn thể thao Việt Nam. Kể từ sau tấm huy chương bạc của Trần Hiếu Ngân tại Thế vận hội năm 2000, đây là lần thứ 2 trong lịch sử Thế vận hội đoàn Việt Nam giành được huy chương. Tấm huy chương bạc của Hoàng Anh Tuấn đã giúp đoàn Việt Nam đứng thứ 70 trên bảng xếp hạng huy chương (trong tổng số 204 quốc gia tham dự).

## Bắn súng
Nam
| Vận động viên     | Nội dung                      | Vòng loại | Vòng loại | Chung kết | Chung kết | Hạng    |
| Vận động viên     | Nội dung                      | Điểm số   | Hạng      | Điểm số   | hạng      | Hạng    |
| ----------------- | ----------------------------- | --------- | --------- | --------- | --------- | ------- |
| Nguyễn Mạnh Tường | súng ngắn hơi 10 m nam        | 572       | 34        | bị loại   | bị loại   | bị loại |
| Nguyễn Mạnh Tường | súng ngắn tiêu chuẩn 50 m nam | 543       | 38        | bị loại   | bị loại   | bị loại |

## Bóng bàn
| Vận động viên  | Nội dung | Vòng loại sơ bộ                                    | Vòng 1                                                             | Vòng 2                                                  | Vòng 3             | Vòng 4             | Tứ kết             | Bán kết            | Chung kết          |
| Vận động viên  | Nội dung | Kết quả chung cuộc                                 | Kết quả chung cuộc                                                 | Kết quả chung cuộc                                      | Kết quả chung cuộc | Kết quả chung cuộc | Kết quả chung cuộc | Kết quả chung cuộc | Kết quả chung cuộc |
| -------------- | -------- | -------------------------------------------------- | ------------------------------------------------------------------ | ------------------------------------------------------- | ------------------ | ------------------ | ------------------ | ------------------ | ------------------ |
| Đoàn Kiến Quốc | Đơn nam  | David Zalcberg 11-8, 11-7, 12-10, 11-5 (thắng 4-0) | Christophe Legout 10-12, 11-7, 11-6, 6-11, 11-9, 14-12 (thắng 4-2) | Alexei Smirnov 3-11, 11-5, 4-11, 12-14, 8-11 (thua 1-4) | bị loại            | bị loại            | bị loại            | bị loại            | bị loại            |

## Bơi lội
| Vận động viên   | Nội dung     | Đấu loại  | Đấu loại | Bán kết   | Bán kết | Chung kết | Chung kết |
| Vận động viên   | Nội dung     | Thời gian | Hạng     | Thời gian | Hạng    | Thời gian | Hạng      |
| --------------- | ------------ | --------- | -------- | --------- | ------- | --------- | --------- |
| Nguyễn Hữu Việt | 100m ếch nam | 1:06:36   | 58       | bị loại   | bị loại | bị loại   | bị loại   |

## Cầu lông
Nam
| Vận động viên    | Nội dung | Vòng 1/64        | Vòng 1/32                                     | Vòng 1/16        | Tứ kết           | Bán kết          | Chung kết        | Chung kết |
| Vận động viên    | Nội dung | Tỷ số chung cuộc | Tỷ số chung cuộc                              | Tỷ số chung cuộc | Tỷ số chung cuộc | Tỷ số chung cuộc | Tỷ số chung cuộc | Hạng      |
| ---------------- | -------- | ---------------- | --------------------------------------------- | ---------------- | ---------------- | ---------------- | ---------------- | --------- |
| Nguyễn Tiến Minh | Đơn nam  | được đặc cách    | Hsieh Yu Hsing 16-21, 21-15, 15-21 (Thua 1-2) | bị loại          | bị loại          | bị loại          | bị loại          | bị loại   |

Nữ
| Vận động viên        | Nội dung | Vòng 1/64                                   | Vòng 1/32                           | Vòng 1/16        | Tứ kết           | Bán kết          | Chung kết        | Chung kết |
| Vận động viên        | Nội dung | Tỷ số chung cuộc                            | Tỷ số chung cuộc                    | Tỷ số chung cuộc | Tỷ số chung cuộc | Tỷ số chung cuộc | Tỷ số chung cuộc | Hạng      |
| -------------------- | -------- | ------------------------------------------- | ----------------------------------- | ---------------- | ---------------- | ---------------- | ---------------- | --------- |
| Lê Ngọc Nguyên Nhung | Đơn nữ   | Thilini Jayasinghe 21-13, 21-12 (Thắng 2-0) | Hirose Eriko 7-21, 12-21 (Thua 0-2) | bị loại          | bị loại          | bị loại          | bị loại          | bị loại   |

## Cử tạ
Nam
| Vận động viên  | Nội dung | Cử giật | Cử giật | Cử đẩy  | Cử đẩy | Tổng   | Hạng           |
| Vận động viên  | Nội dung | Kết quả | Hạng    | Kết quả | Hạng   | Tổng   | Hạng           |
| -------------- | -------- | ------- | ------- | ------- | ------ | ------ | -------------- |
| Hoàng Anh Tuấn | -56 kg   | 130 kg  | 3       | 160 kg  | 2      | 290 kg | Huy chương Bạc |

Nữ
| Vận động viên    | Nội dung | Cử giật | Cử giật | Cử đẩy  | Cử đẩy | Tổng   | Hạng |
| Vận động viên    | Nội dung | Kết quả | Hạng    | Kết quả | Hạng   | Tổng   | Hạng |
| ---------------- | -------- | ------- | ------- | ------- | ------ | ------ | ---- |
| Nguyễn Thị Thiết | -63kg    | 100 kg  | 7       | 125 kg  | 6      | 225 kg | 5    |

## Điền kinh
| Vận động viên     | Nội dung  | Đấu loại  | Đấu loại | Bán kết   | Bán kết | Chung kết | Chung kết |
| Vận động viên     | Nội dung  | Thời gian | Hạng     | Thời gian | Hạng    | Thời gian | Hạng      |
| ----------------- | --------- | --------- | -------- | --------- | ------- | --------- | --------- |
| Nguyễn Đình Cương | 800 m nam | 1:52.06   | 7        | bị loại   | bị loại | bị loại   | bị loại   |

| Vận động viên | Nội dung | Đấu loại  | Đấu loại | Tứ kết    | Tứ kết | Bán kết   | Bán kết | Chung kết | Chung kết |
| Vận động viên | Nội dung | Thời gian | Hạng     | Thời gian | Hạng   | Thời gian | Hạng    | Thời gian | Hạng      |
| ------------- | -------- | --------- | -------- | --------- | ------ | --------- | ------- | --------- | --------- |
| Vũ Thị Hương  | 100 m nữ | 11.65     | 40       | 11.70     | 39     | bị loại   | bị loại | bị loại   | bị loại   |

## Taekwondo
Nam
| Vận động viên   | Nội dung | Vòng 1/16                           | Tứ kết             | Bán kết            | Bán kết (vé vớt)   | Chung kết          |
| Vận động viên   | Nội dung | Kết quả chung cuộc                  | Kết quả chung cuộc | Kết quả chung cuộc | Kết quả chung cuộc | Kết quả chung cuộc |
| --------------- | -------- | ----------------------------------- | ------------------ | ------------------ | ------------------ | ------------------ |
| Nguyễn Văn Hùng | +80 kg   | Chika Yagazie Chukwumerije thua 1-3 | bị loại            | bị loại            | bị loại            | bị loại            |

Nữ
| Vận động viên       | Nội dung | Vòng 1/16                | Tứ kết                    | Bán kết            | Bán kết (vé vớt)           | Chung kết          |
| Vận động viên       | Nội dung | Kết quả chung cuộc       | Kết quả chung cuộc        | Kết quả chung cuộc | Kết quả chung cuộc         | Kết quả chung cuộc |
| ------------------- | -------- | ------------------------ | ------------------------- | ------------------ | -------------------------- | ------------------ |
| Trần Thị Ngọc Trúc  | -49 kg   | Theresa Tona thắng 5-0   | Buttree Puedpong thua 1-2 | bị loại            | Daynellis Montejo thua 0-4 | bị loại            |
| Nguyễn Thị Hoài Thu | -57 kg   | Bineta Diedhiou thua 1-0 | bị loại                   | bị loại            | bị loại                    | bị loại            |

## Thể dục dụng cụ

### Thể dục nghệ thuật
Nữ
| Vận động viên      | Nội dung  | Dụng cụ phối hợp | Dụng cụ phối hợp | Dụng cụ phối hợp | Dụng cụ phối hợp | Tứ kết    | Tứ kết | Chung kết | Chung kết | Ghi chú                           |
| Vận động viên      | Nội dung  | Tự do            | Nhảy ngựa        | Xà lệch          | Cầu thăng bằng   | Tổng điểm | Hạng   | Tổng điểm | Hạng      | Ghi chú                           |
| ------------------ | --------- | ---------------- | ---------------- | ---------------- | ---------------- | --------- | ------ | --------- | --------- | --------------------------------- |
| Đỗ Thị Ngân Thương | Toàn năng | 13.400           | 11.900           | 12.575           | 14.225           | 52.100    | 59     | bị loại   | bị loại   | Có kết quả dương tính với doping. |

Đỗ Thị Ngân Thương là vận động viên thể dục dụng cụ đầu tiên của Việt Nam được tham dự Thế vận hội Mùa hè. Tại Thế vận hội Bắc Kinh 2008, cô là đại diện duy nhất của khu vực Đông Nam Á tranh tài ở bộ môn thể dục dụng cụ. Trong cuộc thử doping ngẫu nhiên của Ủy ban Y tế Olympic, Ngân Thương có kết quả dương tính với chất Furosemide - một chất bị cấm dùng trong thể thao. Ngay sau đó, Ủy ban Olympic Quốc tế thu hồi thẻ vận động viên của cô và loại cô ra khỏi danh sách các vận động viên tham dự Thế vận hội lần này - đây chỉ là mức kỷ luật mang tính hình thức vì cô đã bị loại từ vòng loại (xếp thứ hạng 59).

## Danh sách vận động viên tham dự
- Nguyễn Văn Hùng (taekwondo)
- Hoàng Hà Giang (teakwondo)
- Nguyễn Thị Hoài Thu (teakwondo)
- Đoàn Kiến Quốc (bóng bàn)
- Đỗ Thị Ngân Thương (thể dục dụng cụ) (bị loại vì dùng doping)
- Nguyễn Mạnh Tường (bắn súng)
- Nguyễn Tiến Minh (cầu lông)
- Lê Ngọc Nguyên Nhung (cầu lông)
- Vũ Thị Hương (điền kinh) (100m nữ)
- Nguyễn Đình Cương (điền kinh) (800m nam)
- Nguyễn Hữu Việt (bơi) (100m ếch nam)
- Trần Thị Thuận (bơi) (100m ếch nữ)
- Vũ Thuỳ Linh (wushu)
- Vũ Trà My (wushu)
- Trần Đức Trọng (wushu)
- Nguyễn Huy Thành (wushu)
- Nguyễn Mai Phương (wushu)
- Nguyễn Thuý Ngân (wushu)
- Lương Thị Hoa (wushu)
- Trương Trọng Đỏ (wushu)